# Манганаріївський сквер

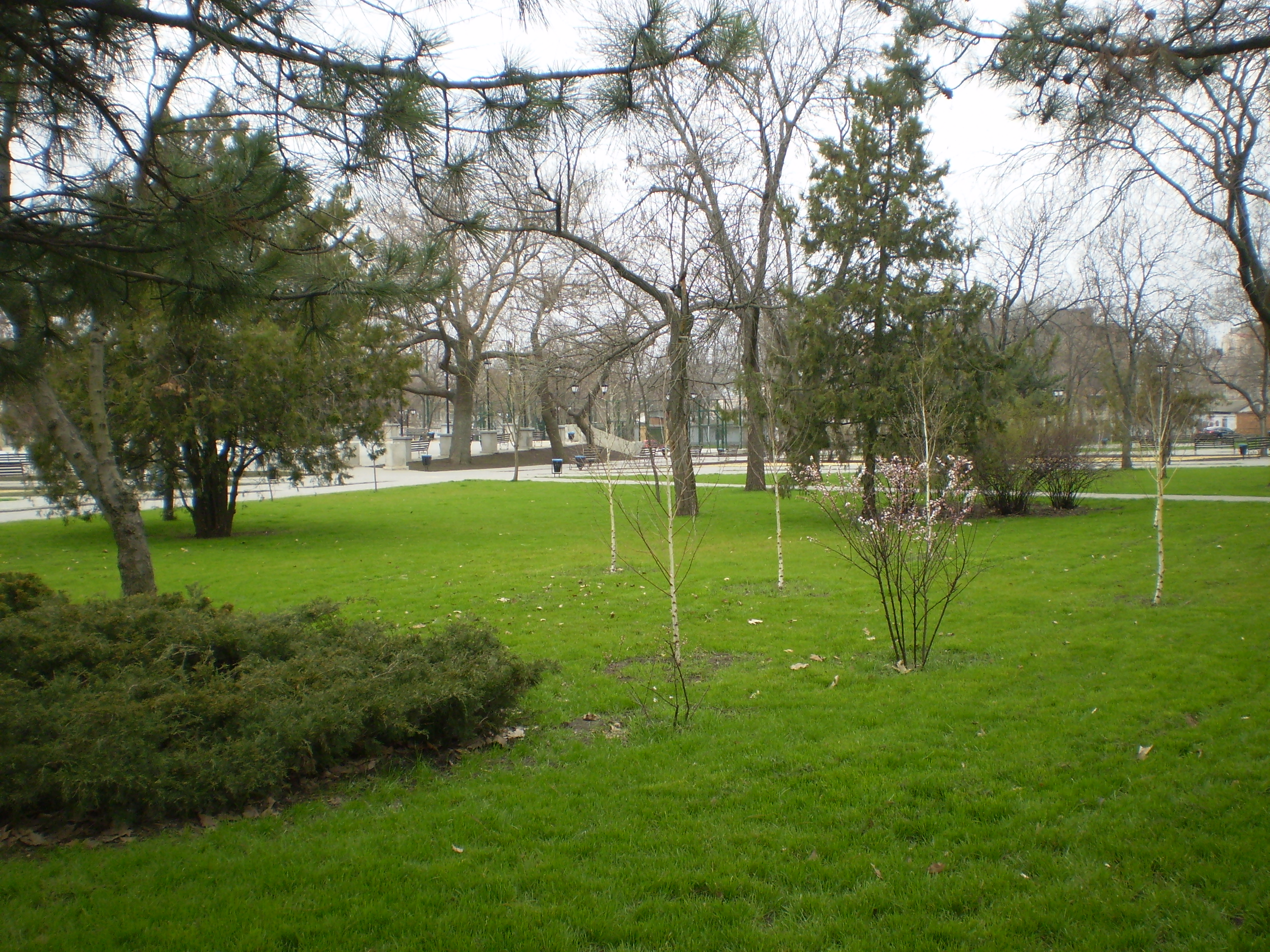

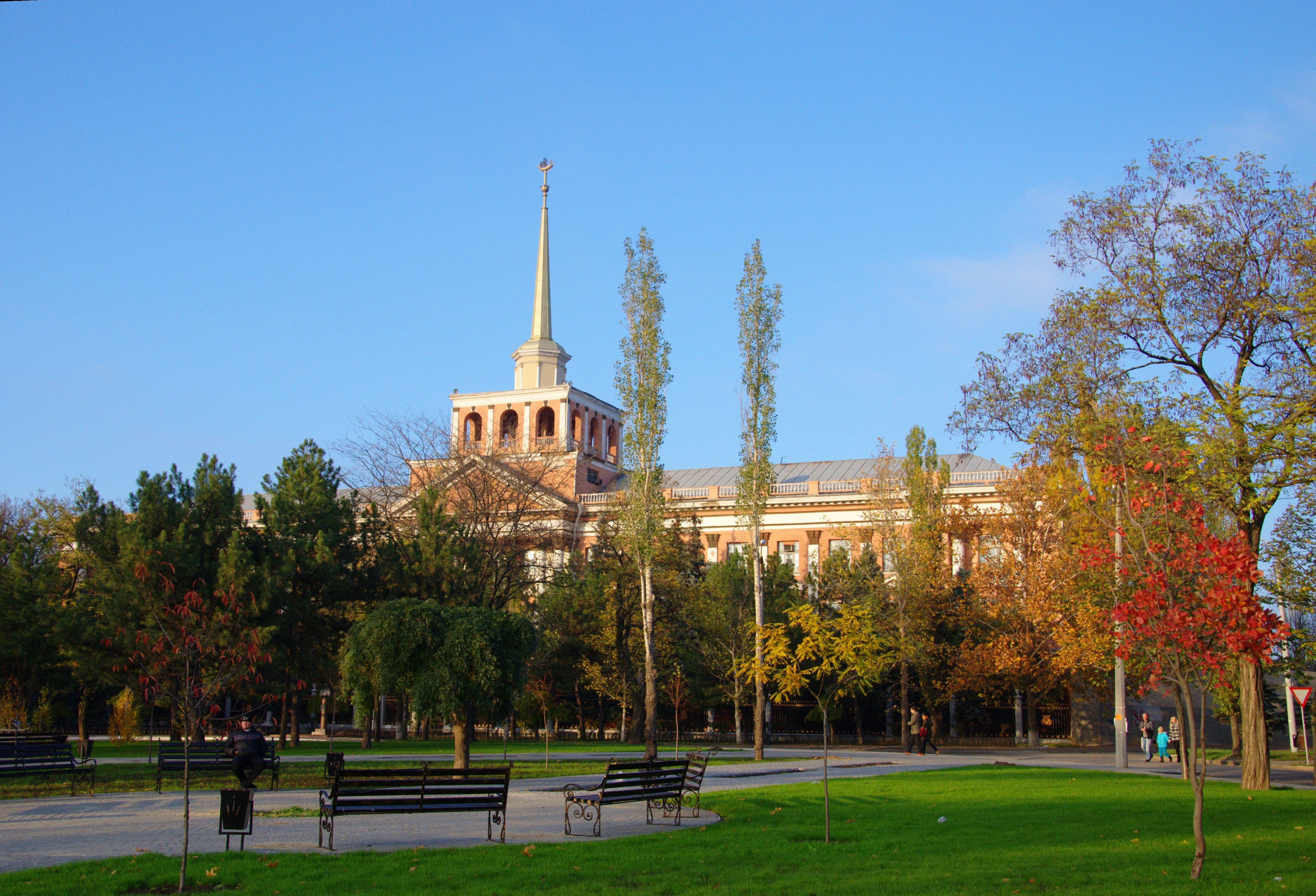
Вид зі скверу на заводоуправління Миколаївського суднобудівного заводу

Манганаріївський сквер (колишній Гімназичний та Пролетарський сквер) — сквер  в історичній частині м. Миколаєва між вулицями Адміральська, Інженерна, Нікольська та 1-ша Слобідська, перед заводоуправлінням Миколаївського суднобудівного заводу. В плані сквер є практично правильним п'ятикутником.

## Історія
Сквер заснований в 1863 році навпроти нової будівлі Олександрівської чоловічої гімназії (нині — Миколаївський будівельний коледж), на честь чого отримав першу назву Гімназична площа. Пізніше площа була озеленена та перейменована в МанганаріЇвський сквер — на честь адмірала і головного командира Чорноморського флоту Михайла Манганарі.
За часів СРСР був перейменований на Пролетарський сквер.
В 2012 зазнав перебудови — в сквері були облаштовані місця для відпочинку, ліхтарі, був збудований спортивний майданчик.
В 2016 році у зв'язку з декомунізацією скверу була повернута його історична назва.
У 2020 році вперше за останні 8 років роботи над завершенням фонтану у "Серці міста" було поновлено. Щоб завершити масштабний проект “Серце міста” та ввести об’єкт  в експлуатацію, необхідно 43,5 млн грн. Відповідний тендер вже проведено та визначено переможця. Через Prozorro переможцем стала київська фірма “ТЕТРАСТРОЙ”. Цього року буде завершено роботи щодо запуску фонтану на 18,8 млн грн, а наступного міський бюджет виділить ще майже 24,7 млн грн.